# Trận Loigny-Poupry
Trận Loigny-Poupry, còn gọi là Trận Loigny, là một trận đánh trong cuộc Chiến tranh Pháp-Phổ, diễn ra vào ngày 2 tháng 12 năm 1870 tại Pháp. Trong trận chiến này, quân đội Đức do Friedrich Franz II, Đại Công tước xứ Mecklenburg-Schwerin đã giành chiến thắng vang dội, đẩy lui binh đoàn Loire của Pháp do tướng Louis d'Aurelle chỉ huy, bất chấp lợi của quân đội Pháp về quân số (thực chất đây không phải là lần duy nhất trong cuộc chiến tranh mà quân Pháp với quân số đông hơn đã bị đánh bại). Với thất bại toàn diện trong trận Loigny, binh đoàn Loire rệu rã buộc phải triệt thoái. Những thất bại này của quân Pháp chủ yếu là xuất phát từ sức mạnh vượt trội của quân đội dày dạn của Đức. Mặc dù quân Đức bị thiệt hại không nhỏ trong trận chiến Loigny, thiệt hại của quân Pháp bại trận còn nặng nề hơn, và quân Đức cũng chiếm được một số hỏa pháo từ tay địch thủ.
Sau khi đoạt lại Orléans sau trận Coulmiers, tướng Aurelle đã phái tướng Antoine Chanzy tiến đánh quân đội Đức về hướng tây bắc. Sau khi đánh đuổi quân Đức thuộc quyền Đại Công tước xứ Mecklenburg – người đang trên đường đi hội quân với Hoàng thân Friedrich Karl của Phổ – ra khỏi làng Villepion vào ngày 1 tháng 2 năm 1870, Chanzy chỉu quân đoàn số 17 tiến công Loigny và các ngôi làng phụ cận. Với quân số áp đảo của mình, quân đội Pháp đã đánh bại quân đội Bayern do tướng Von der Tann. Tuy nhiên, trong cơn khủng hoảng này, vị tướng Bayern đã được sư đoàn số 17 của Đức hỗ trợ ở cánh trái của ông, trong khi các sư đoàn kỵ binh thuộc quyền Hoàng thân Albrecht yểm trợ cho ông bên cánh phải. Bất chấp sức tấn công mạnh mẽ của Chanzy, quân đội của Đại Công tước Mecklenburg đã giành lấy quyền chủ động, tái chiếm toàn bộ khu vực mà Chanzy đã chiếm được trước đó, và, quân đoàn số 16 của Pháp đã bị đánh bọc cả hai bên sườn. Với sức tiến công mạnh mẽ của sư đoàn số 17 của Đức, quân Pháp buộc phải bỏ Loigny và để lại nó cho đối phương. Quân Pháp sẽ không thể nào đoạt lại được Loigny trong trận chiến này. Với 2 sư đoàn quân đoàn số 15 bên cánh phải của Chanzy trong cùng lúc đó cũng giao chiến với sư đoàn số 22 của Đức, nhưng bị quân Đức đánh bật, phải rút về Artenay. Quân đoàn số 17 của Pháp không thể tiếp ứng cho đạo quân của Chanzy, ngoại trừ một sư đoàn của quân đoàn này tham chiến trong cuộc giao tranh giữa Poupry và Loigny, nhưng cũng bị đập tan tác và toàn bộ cánh quân của họ đã bị đánh đuổi tới Terminiers.
Với thắng lợi vang dội của quân đội Đức trong trận chiến quyết liệt này, bước tiến của binh đoàn Loire của Pháp đã bị chặn đứng và binh đoàn này rơi vào tình cảnh hỗn loạn. Đúng lúc Chanzy thảm bại tại các làng Loigny và Poupry, Friedrich Karl đã xuống lệnh tiến đánh Orléans, và dốc toàn bộ binh đoàn của mình vào cuộc tiến công trong ngày hôm sau (3 tháng 12), và giành thắng lợi trong cuộc tấn công đoạt lại Orléans trong tay quân Đức trong các ngày 3 – 4 tháng 12 năm 1870.

## Link liên quan
- Amtspresse Preußen vom 14. Dezember 1970 Lưu trữ ngày 11 tháng 11 năm 2007 tại Wayback Machine
- Loigny–Poupry, Battle of Lưu trữ ngày 27 tháng 9 năm 2007 tại Wayback Machine
- THE ORLEANS CAMPAIGN OF 1870 Lưu trữ ngày 17 tháng 1 năm 2017 tại Wayback Machine from the 1911 Encyclopædia Britannica
- History of the Franco-Prussian War